# She Bangs
She Bangs è una canzone del cantante portoricano Ricky Martin, dal suo album del 2000 Sound Loaded. Come molte altre canzoni di Martin, si tratta di una salsa romantica in cui si parla di una donna in particolare. La canzone ha raggiunto la posizione #12 nella Billboard Hot 100, e la numero uno in Italia. Il brano è stato scritto da William Hung, Desmond Child, Walter Afanasieff, Robi Rosa, Glenn Monroig, Julia Sierra e Danny López.
La versione in spagnolo ha ricevuto un riconoscimento come "miglior video maschile" al Latin Grammy Awards del 2001.
Nel video compare anche l'attore Channing Tatum, fra i ballerini di fila.

## Tracce
UK CD Single Pt. 1
1. English Radio Edit
2. Obadam's English Radio Edit
3. Maria - Spanglish Radio Edit
4. She Bangs - Video CD Extra

UK CD Single Pt. 2
1. She Bangs - English Radio Edit
2. Amor
3. She Bangs - Obadams's Afro-Bang Mix (Spanish)

Maxi Single
1. "She Bangs" (English Edit) – 4:02
2. "She Bangs" (Obadam's English Radio Edit) – 3:59
3. "Por Arriba, Por Abajo" – 3:07
4. "Amor" – 3:27
5. "She Bangs" (Obadam's Afro-Bang Mix (English)) – 7:28

## Classifiche
| Paese         | Posizione massima |
| ------------- | ----------------- |
| Stati Uniti   | 12                |
| Italia        | 1                 |
| Svizzera      | 7                 |
| Austria       | 28                |
| Francia       | 36                |
| Paesi Bassi   | 23                |
| Belgio        | 20                |
| Svezia        | 1                 |
| Finlandia     | 3                 |
| Norvegia      | 4                 |
| Danimarca     | 13                |
| Australia     | 3                 |
| Nuova Zelanda | 2                 |
| Regno Unito   | 3                 |